# Hans Witte (Physiker)
Hans Hermann Julius Witte (* 24. Oktober 1881 in Wolfenbüttel; † 3. Februar 1925 ebenda) war ein deutscher Physiker, Mathematiker und Hochschullehrer.

## Leben
Hans Witte wurde 1881 in Wolfenbüttel als Sohn des Lehrers Johannes Witte (1836–1887) und dessen Ehefrau Bertha, geb. Oelgart, geboren. Er besuchte bis zum Abitur im Jahr 1900 die dortige Große Schule, wo die Physiker Julius Elster und Hans Friedrich Geitel zu seinen Lehrern gehörten. Er studierte anschließend in Heidelberg Physik, Mathematik, Philosophie und Germanistik. Er wechselte 1902 an die Universität Berlin, wo er im Juli 1905 unter dem Einfluss Max Plancks mit einer Dissertation über die Ausbreitung des Lichts im Weltall zum Dr. phil. promoviert wurde. Witte kehrte nach Wolfenbüttel zurück, wo er an der Großen Schule als Hilfslehrer und ab 1909 als Gymnasiallehrer tätig war. Er habilitierte sich im März 1911 an der Technischen Hochschule Braunschweig und wurde dort Privatdozent. Witte nahm als Leutnant der Reserve am Ersten Weltkrieg teil und wurde mit dem Eisernen Kreuz ausgezeichnet. Er wurde durch einen Kopfschuss schwer verwundet und verlor sein rechtes Auge.
Nach Kriegsende war er ab 1918 wieder als Lehrer tätig. Neben dem Schuldienst wirkte er erneut an der TH Braunschweig, wo er zum ao. Professor für Physik ernannt wurde. Während über Wittes politische Orientierung vor 1918 nichts überliefert ist, äußerte er sich nach dem Krieg im jungen Freistaat Braunschweig als überzeugter Republikaner und Sozialist. Er trat 1921 in die SPD und nachfolgend in das 1924 gegründete Reichsbanner Schwarz-Rot-Gold, ein politischer Wehrverband zum Schutz der demokratischen Republik, ein. Die Kämpfe um die Braunschweiger Schulreform begleitete er 1920/21 als Reformer und äußerte sich u. a. im Braunschweiger Volksfreund. Anfang der 1920er Jahre gründete Witte den Braunschweiger Philologenbund, dessen Vorsitz er übernahm. Er trat 1907 in den renommierten Verein für Naturwissenschaft zu Braunschweig ein und war von 1910 bis 1923 Mitglied der Deutschen Physikalischen Gesellschaft. Im Bereich der Physik war Wittes Erkenntnis bedeutsam, dass sich elektromagnetische Wellen nicht mit Hilfe eines hypothetischen Äthers ausbreiten. Im Freistaat Braunschweig war Witte auch als Kirchenkritiker bekannt, der die Lehre der evangelisch-lutherischen Kirche mit Schriften und Vorträgen zu reformieren suchte.
Hans Witte starb im Alter von 43 Jahren im Februar 1925 in Wolfenbüttel. Dort wurde er auf dem Auguststädter Friedhof im Beisein der SPD-Politiker Heinrich Jasper und Gerhard von Frankenberg beigesetzt.

## Schriften (Auswahl)
- Über den gegenwärtigen Stand der Frage nach einer mechanischen Erklärung der elektrischen Erscheinungen (Dissertation). Verlag von E. Ebering, Berlin 1906.
- Raum und Zeit im Lichte der neuen Physik. Vieweg, Braunschweig 1914. Eine dritte Auflage erschien 1920.
- Der neue deutsche Glaube: Einführungsheft; 99 Sätze im Namen der Wissenschaft wider falschen Kirchenglauben. Wolfenbüttel 1920.